# Idiocera arabiensis
Idiocera arabiensis är en tvåvingeart som beskrevs av Albany Hancock 1997. Idiocera arabiensis ingår i släktet Idiocera och familjen småharkrankar. Inga underarter finns listade i Catalogue of Life.